# Steinernes Meer (Naturschutzgebiet)
Das Steinerne Meer ist ein Naturschutzgebiet in der niedersächsischen Gemeinde Belm im Landkreis Osnabrück.
Das Naturschutzgebiet mit dem Kennzeichen NSG WE 005 ist 12,7 Hektar groß. Das aus zwei Teilflächen bestehende Gebiet liegt nordöstlich von Osnabrück innerhalb des Natur- und Geoparks TERRA.vita am überwiegend bewaldeten Nordosthang des Gattbergs. Dort findet sich eine größere Ansammlung großer, bis zu 3,80 Meter hoher Findlinge, die während der Saaleeiszeit nach Mitteleuropa gekommen waren. Am Südrand des Naturschutzgebietes und etwas abseits der anderen Findlinge befindet sich mit dem „Butterstein“ der größte der Findlinge. Dieser diente in prähistorischen Zeiten möglicherweise als Opferstein.
Das Gebiet steht seit dem 8. November 1924 unter Naturschutz, um die Ansammlung von Findlingen als Naturdenkmal zu erhalten. Es war zunächst nach dem Feld- und Forstpolizeigesetz unter Schutz gestellt, welches 1937 in das Reichsnaturschutzgesetz überführt wurde. Das Datum der Inkrafttretung der Verordnung wurde dabei auf den 7. August 1937 geändert. Zuständige untere Naturschutzbehörde ist der Landkreis Osnabrück.